# Parcul Național Vikos–Aoos
Parcul Național Vikos–Aoos este o arie protejată (arie specială de conservare — SAC, sit de importanță comunitară — SCI) din Grecia întinsă pe o suprafață de 12.964,98 ha, integral pe uscat.

## Localizare
Centrul sitului Parcul Național Vikos–Aoos este situat la coordonatele 39°57′58″N 20°42′41″E / 39.9661°N 20.711287°E.

## Înființare
Situl Parcul Național Vikos–Aoos a fost declarat sit de importanță comunitară în august 1996 pentru a proteja 1 specie de plante și 10 specii de animale. Situl a fost protejat și ca arie specială de conservare în martie 2011.

## Biodiversitate
Situată în ecoregiunea mediteraneană, aria protejată conține 13 habitate naturale: Râuri mediteraneene cu debit permanent cu specii de Paspalo-Agrostidion și galerii riverane de Salix și de Populus alba, Râuri mediteraneene cu debit intermitent, cu specii de Paspalo-Agrostidion, Lande oro-mediteraneene cu formațiuni endemice de grozamă, Formațiuni ierboase bogate în specii de Nardus, dezvoltate pe substraturi silicioase în zone montane (și în zone submontane, în Europa continentală), Grohotișuri est-mediteraneene, Pante stâncoase calcaroase cu vegetație casmofită, Peșteri inaccesibile publicului, Păduri de fag Luzulo-Fagetum, Păduri de fag elene cu Abies borisii-regis, Păduri de Platanus orientalis și Liquidambar orientalis (Platanion orientalis), Păduri de pin (sub-) mediteraneene cu pini negri endemici, Păduri endemice cu Juniperus spp., Păduri de pin oro-mediteraneene de altitudine.
La baza desemnării sitului se află mai multe specii protejate:
- plante (1): Botrychium simplex
- amfibieni (2): izvoraș-cu-burta-galbenă (Bombina variegata), Triturus macedonicus
- mamifere (2): vidră de râu (Lutra lutra), râs eurasiatic (Lynx lynx)
- pești (2): Barbus prespensis, Cobitis ohridana
- reptile (4): șarpele cu patru dungi (Elaphe quatuorlineata), țestoasă bănățeană (Testudo hermanni), Testudo marginata, elaphe situla (Zamenis situla)

Pe lângă speciile protejate, pe teritoriul sitului au mai fost identificate 22 de specii de plante, 43 de specii de păsări, 6 specii de amfibieni, 7 specii de mamifere, 4 specii de nevertebrate, 6 specii de pești, 17 specii de reptile.